# ولازجرد
ولازجرد روستایی است از توابع شهرستان کمیجان در استان مرکزی قرار دارد.

## مشخصات منطقه‌ای
روستای ولازجرد طبق تقسیمات اخیر کشوری، ازتوابع دهستان خسروبیگ و بخش میلاجرد شهرستان کمیجان می‌باشد.

## جمعیت
طبق سرشماری مرکز آمار ایران، جمعیت ولازجرد در سال ۱۳۹۰ برابر با ۲۵۱ نفر بوده است. این روستا ۵۹ خانوار دارد.